# Polystichum rachichlaena
Polystichum rachichlaena är en träjonväxtart som beskrevs av Fée. Polystichum rachichlaena ingår i släktet Polystichum och familjen Dryopteridaceae. Inga underarter finns listade.